# Ravine Divon
La ravine Divon est un cours d'eau de l'île de La Réunion, département et région d'outre-mer français dans l'océan Indien. Elle prend sa source à proximité immédiate du sommet du Maïdo, dans les Hauts de la commune de Saint-Paul, puis suit un cours de 15,1 km orienté ouest-nord-ouest avant se jeter dans l'étang de Saint-Paul, dans les Bas de la commune.